# Рут Парк
Росіна Рут Люсія Парк (англ. Rosina Ruth Lusia Park; 24 серпня 1917 — 14 грудня 2010) — австралійсько-новозеландська письмениця.

## Біографія
Народилася в Окленді від шотландського батька та матері шведки, Розіна Люсія Парк переїхала з родиною на південь, до Те Куїті на Північному острові, в ізольованому регіоні.
Вийшла заміж за майбутнього австралійського автора Д'Арсі Ніланда (пом. 1967), з яким мала п'ятьох дітей.